# میکائیل شاروت
میکائیل شاروت (انگلیسی: Mickaël Charvet؛ زادهٔ ۳۱ مارس ۱۹۸۸) بازیکن فوتبال اهل فرانسه است.
از باشگاه‌هایی که در آن بازی کرده‌است می‌توان به باشگاه فوتبال پاریس، باشگاه فوتبال المپیک لیون، و باشگاه فوتبال آژاکسیو اشاره کرد.